# چوکی پیروا (آرکیپا-کوسکو)
چوکی پیروا (به اسپانیایی: Chuqi Pirwa) یک کوه در پرو است. چوکی پیروا ۴٬۸۰۰ متر بالاتر از سطح دریا واقع شده‌است.